# 388-я стрелковая дивизия
388-я стрелковая дивизия — воинское соединение Вооружённых Сил СССР в Великой Отечественной войне и Советско-Японской войне

## История

### Первое формирование
Сформирована 23.11.1941 года на Закавказском фронте в рамках реализации постановления ГКО СССР № 459сс от 11.08.1941. После завершения формирования первоначально продолжала дислоцироваться в Закавказье. В действующую армию поступила 23.11.1941 года.
В декабре 1941 года переброшена в Севастополь и включена в состав Приморской армии Кавказского (с 28.01.1942 года Крымского) фронта, в составе которого в дальнейшем действовала постоянно, участвуя в 1941—1942 гг. в обороне города Севастополь. Из всего личного состава в дивизии было 5676 военнослужащих-грузин. Командующий Приморской армией Е. И. Петров считал дивизию «малобоеспособной», «выделяющейся в худшую сторону».
В июле 1942 года уничтожена при захвате германской 11-й армией Севастополя. Официально расформирована 30.07.1942 года.

### Второе формирование
Вновь сформирована по постановлению ГКО СССР № 6863 от 04.11.1944 года. Принимала участие в боях с войсками японской Квантунской армией и войсками Маньчжоу-го в ходе советско-японской войны с 09.08.1945 года по 03.09.1945 года.

## Подчинение
- Закавказский фронт — с августа по сентябрь 1941 года
- Закавказский фронт, 46-я армия — с сентября по декабрь 1941 года
- Кавказский фронт, Приморская армия — с декабря 1941 года по 28.01.1942 года
- Крымский фронт, Приморская армия — с 28.01.1942 года по июль 1942 года
- 2-й Дальневосточный фронт, 15-я армия — с 09.08.1945 года по 03.09.1945 года

## Состав (при первом формировании)
- 773-й, 778-й и 782-й стрелковые полки
- 953-й артиллерийский полк
- 104-й отдельный истребительно-противотанковый дивизион
- 181-я зенитная батарея (677-й отдельный зенитно-артиллерийский дивизион)
- 675-й миномётный дивизион
- 452-я разведывательная рота
- 671-й сапёрный батальон
- 841-й отдельный батальон связи
- 475-й медико-санитарный батальон
- 468-я отдельная рота химический защиты
- 505-я автотранспортная рота
- 240-я полевая хлебопекарня
- 815-й дивизионный ветеринарный лазарет
- 1448-я полевая почтовая станция
- 719-я полевая касса Госбанка

## Состав (при повторном формировании)
- 499-й, 630-й и 632-й стрелковые полки
- 869-й артиллерийский полк
- 430-й отдельный истребительно-противотанковый дивизион
- 477-й отдельный самоходно-артиллерийский дивизион
- 116-я отдельная разведывательная рота
- 214-й отдельный сапёрный батальон
- 498-й дивизионный ветеринарный лазарет
- 349-й отдельный медико-санитарный батальон
- 237-я отдельная рота химический защиты
- 621-я автотранспортная рота
- 601-я полевая хлебопекарня
- 1031-й отдельный батальон связи
- 3154-я полевая почтовая станция
- 1996-я полевая касса Государственного банка

## Почётное наименование дивизии
388-я стрелковая дивизия (2-го формирования) получила почётное наименование «Харбинская».
| Почётное наименование              | Кем награждена и дата награждения          | За что награждена |
| ---------------------------------- | ------------------------------------------ | ----------------- |
| Почётное наименование «Харбинская» | приказ ВГК № 0159 от 14 сентября 1945 года |                   |

### Награды частей дивизии
- 632-й стрелковый Краснознаменный[6] полк

## Командиры
- Овсеенко, Александр Дмитриевич, полковник c 19.08.1941 года по 06.03.1942 года
- Монахов, Семён Филиппович, комбриг с 07.03.1942 года по 25.05.1942 года
- Шварев, Николай Александрович, полковник с 01.06.1942 года по 05.08.1942 года
- Мулин, Николай Фёдорович, полковник с 22.11.1944 года по 03.09.1945 года

## Герои Советского Союза
- Шахматов, Семён Семёнович, лейтенант, командир взвода 630-го стрелкового полка. Звание Героя присвоено 8 сентября 1945 года. А также медалью За боевые заслуги был награждён старший сержант Давыдов Андрей Иванович.